# Amazonkungsfiskare
Amazonkungsfiskare (Chloroceryle amazona) är en fågel i familjen kungsfiskare inom ordningen praktfåglar. Den har en vid utbredning från södra Mexiko till Argentina.

## Utseende och läten
Amazonkungsfiskaren är en stor (30 cm) kungsfiskare med mörkgrön rygg och en tydlig huvudtofs. Hanen har kastanjebrunt bröst och strimmiga kroppsidor. Hos honan är det bruna ersatt av ett otydligt bröstband. Liknande grön kungsfiskare är tydligt mindre, saknar huvudtofs och har vitt på vingar och stjärt. Bland lätena hörs hårda upprepade "tek" eller "klek" och plötsliga "chrit".

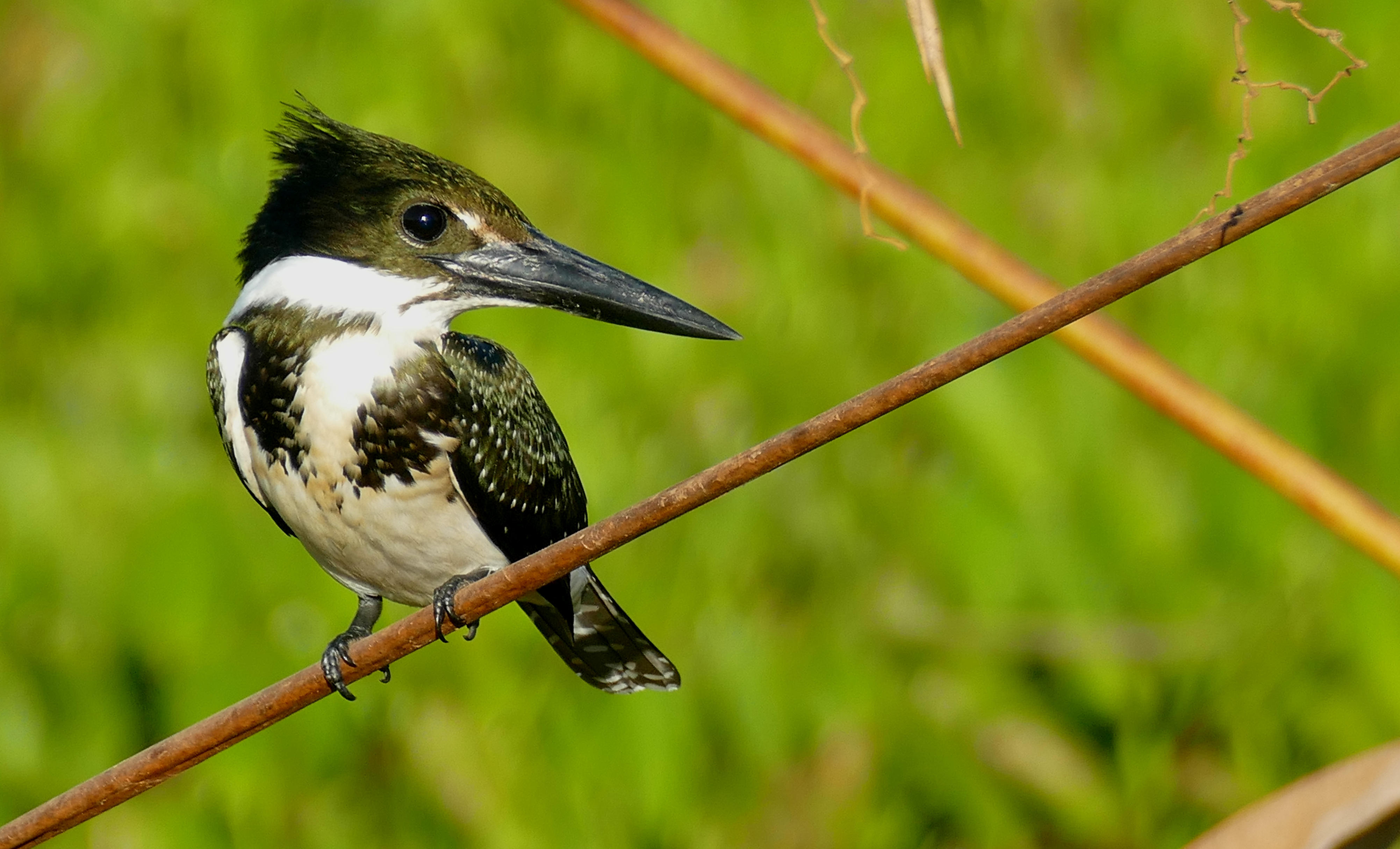

## Utbredning och systematik
Fågeln förekommer södra Mexiko till Colombia, Venezuela och östra Anderna till Argentina. Tillfälligt har den påträffats i USA. Den behandlas som monotypisk, det vill säga att den inte delas in i några underarter.

## Levnadssätt
Amazonkungsfiskaren hittas utmed stora floder, både långsamma och snabba, men även sjöstränder. Födan består av fisk (Characidae) och kräftdjur (Penaeus aztecus). Fågeln häckar mellan januari och mars i Costa Rica, februari–maj i Honduras och Panama samt i maj på Trinidad. Den lägger endast en kull per säsong.

## Status och hot
Arten har ett stort utbredningsområde och en stor population, men tros minska i antal, dock inte tillräckligt kraftigt för att den ska betraktas som hotad. Internationella naturvårdsunionen IUCN listar därför arten som livskraftig (LC). Beståndet uppskattas till i storleksordningen en halv till fem miljoner vuxna individer.